# Violent (album)
Violent este al 5-lea maxi-single al trupei Paraziții, lansat la data de 07 iunie 2005, la casa de discuri 20 CM Records. 
"Paraziții au dat lovitura de grație, asa cum era de așteptat. Succesul fulgerător pe care l-a cunoscut maxi single-ul "Violent" îl face să zboare de pe rafturi, să umple forumurile cu impresii asupra lui și canalele de specialitate cu super difuzări ale clipului. Toate acestea bineînteles la feedback-ul foarte pozitiv al fanilor și nu numai. Remixurile realizate de U.N.U, Pagal, Cheloo, Ombladon, Freakadadisk, și mesajul puternic social este rețeta care a făcut valuri încă de la primele difuzări. Videoclipul, realizat pentru varianta originală și cenzurată a piesei, se așteaptă să provoace vâlvă, ca de fiecare dată, prin mesajul agresiv și franc al versurilor. Cât despre instrumentalul obsedant, acesta a fost produs în studioul 20 CM Records care poartă amprenta lui Cheloo."

## Ordinea pieselor
| Nr.             | Titlu                                    | Text             | Lungime |  |
| 1.              | „Violent (Original)”                     | Cheloo, Ombladon | 3:54    |  |
| 2.              | „Violent (Radio)”                        | Cheloo, Ombladon | 3:54    |  |
| 3.              | „Violent (Instrumental)”                 |                  | 3:54    |  |
| 4.              | „Violent (Acapella)”                     | Cheloo, Ombladon | 3:44    |  |
| 5.              | „Violent (U.N.U. in fm remix)”           | Cheloo, Ombladon | 4:39    |  |
| 6.              | „Violent (Pagal delay remix)”            | Cheloo, Ombladon | 7:24    |  |
| 7.              | „Ca fuga pe gheață (Original)”           | Cheloo, Ombladon | 3:43    |  |
| 8.              | „Ca fuga pe gheață (cheloo remix)”       | Cheloo, Ombladon | 3:52    |  |
| 9.              | „Ca fuga pe gheață (Ombladon remix)”     | Cheloo, Ombladon | 3:17    |  |
| 10.             | „Ca fuga pe gheață (Freakadadisk remix)” | Cheloo, Ombladon | 3:30    |  |
| Lungime totală: | Lungime totală:                          | Lungime totală:  | 41:51   |  |